# ماثيو كاري
ماثيو كاري (بالإنجليزية: Matthew Carey)‏ هو ممثل أمريكي، ولد في 6 أبريل 1980 بدنفر في الولايات المتحدة.

## وصلات خارجية
- ماثيو كاري على موقع IMDb (الإنجليزية)
- ماثيو كاري على موقع قاعدة بيانات الفيلم (الإنجليزية)